# Фриц Рихард Шаудин
Фриц Рихард Шаудин (на немски: Fritz Richard Schaudinn; Friedrich Schaudinn) е германски зоолог. През 1905 г., заедно с Ерих Хофман в Берлинската клиника „Charité“, открива причинителя на сифилиса – Spirochaeta pallida (известен като Treponema pallidum).

## Биография
Роден е на 19 септември 1871 г. в Резниково (Рьозенингкен, тогава Източна Прусия). След гимназията в Инстербург и Гумбинен, следва филология в Университета „Фридрих Вилхелм, но след една година започва да следва природни науки, по-специално зоология. От 1894 г. работи в Зоологическия институт на Берлинския университет, където става доцент.
През 1898 г. предприема експедиция до Северния ледовит океан с рибарския кораб „Хелголанд“. След това издава „Fauna Arctica“ за животинския свят на Арктика.
През 1901 г. става ръководител на изследователската станция за малария в Ровиньо (Истрия). През 1904 г. се връща в Берлин, за да ръководи института за изследване на протозоа. Заедно с берлинския кожен лекар Ерих Хофман, откриват на 3 март 1905 г., след няколко дни интензивна работа на микроскоп, истинския причинител на сифилиса. Неговото откритие бързо е признато в чужбина.
От април 1906 г. Шаудин работи в Института по морски и тропически болести в Хамбург, където създава отделение по протозоология. Основните му трудове са върху простите организми.
Умира на 22 юни 1906 г. в Хамбург на 34-годишна възраст. Погребан е в Берлин в почетен гроб.

## Трудове
- Fritz Schaudinn, Über den Dimorphismus der Foraminiferen. In: Sitzber. d. Ges. naturf. Freunde, Berlin 1895. S. 87 – 97.
- Fritz Römer und Fritz Schaudinn, Fauna Arctica. Eine Zusammenstellung der arktischen Tierformen mit besonderer Berücksichtigung des Spitzbergen-Gebietes auf Grund der Ergebnisse der Deutschen Expedition in das nördliche Eismeer im Jahre 1898. Gustav Fischer, Jena 1900
- Fritz Richard Schaudinn und Erich Hoffmann, Vorläufiger Bericht über das Vorkommen von Spirochaeten in syphilitischen Krankheitsprodukten und bei Papillomen, Springer, Berlin 1905